# Eugeni Labán i Echegaray
Eugeni Labán i Etchegaray (Barcelona, 1846 - Barcelona, 22 de desembre de 1910) fou un baríton i enginyer industrial català.

## Biografia
Abans de dedicar-se al cant Labán va treballar com a enginyer al Ferrocarril del Nord-est. Militava a les files del republicanisme federal, l'any 1870 era el vicepresident del Club Republicà Federal de Palència. Estudià al Liceu d'Isabel II de la seva ciutat natal i cantà amb èxit, des de 1880 fins a 1890, a les principals ciutats d'Europa. Va compondre diverses melodies i es dedicà amb èxit a l'ensenyança del cant. Durant els últims anys de la seva vida va ser crític musical al diari ''El Liberal''. També va escriure alguns articles a ''La Gaceta Industrial''. Fou escollit gran mestre de la Gran Lògia de Catalunya. Era un gran amic del tenor navarrès Julián Gayarre, qui, abans de morir va escriure la seva última carta dirigida a Eugeni Labán.